# Башгюх
Башгюх (арм. Բաշգյուղ) — населённый пункт в Армении. Находится в Ширакской области. С октября 2016 года входит в состав общины Сарапат .
В километре от села есть маленькое озеро. Находится в 15 км от города Гюмри.

## Экономика
Основным видом деятельности населения является скотоводство и земледелие.